# Ryan Roxie
Ryan Roxie (Ryan Rosowicz, 1 de diciembre de 1965 en Sacramento, California) es un guitarrista estadounidense, reconocido por su trabajo con Alice Cooper y Slash's Snakepit. Además ha tocado en agrupaciones como Electric Angels, Dad's Porno Mag, Tal Bachman y Roxie 77.

## Discografía

### Álbumes
| Año  | Artista          | Álbum                      | Sello                     |
| ---- | ---------------- | -------------------------- | ------------------------- |
| 1985 | Candy            | Teenage Neon Jungle        | Song Tree Records         |
| 1991 | Electric Angels  | Electric Angels            | Atlantic Records          |
| 1997 | Dad's Porno Mag  | Dad's Porno Mag            | Wax-Tone Records          |
| 1998 | Tal Bachman      | Tal Bachman                | Columbia Records          |
| 2000 | Slash's Snakepit | Ain't Life Grand           | Koch Records              |
| 2004 | Roxie 77         | Peace, Love and Armageddon | Wax-Tone Records          |
| 2008 | Happypill        | This Year                  | R77Sound Records          |
| 2009 | Roxie 77         | Two Sides To Every Story   | Bandcamp/R77Sound Records |
| 2010 | Casablanca       | Downtown                   |                           |
| 2010 | Casablanca       | La Voix                    |                           |
| 2012 | Casablanca       | Apocalyptic Youth          | Rocket Songs              |
| 2013 | Ryan Roxie       | The Roxie Box              | R77 Records               |
| 2014 | Casablanca       | Riding a Black Swan        | Sony/Gain Records         |
| 2015 | Roxie 77         | The Ameriswede EP          | Bellyache Records         |

### Compilados
| Año  | Tema      | Álbum           | Sello            |
| ---- | --------- | --------------- | ---------------- |
| 2008 | This Year | Play It Loud !! | Chrystal Records |
|      |           |                 |                  |
|      |           |                 |                  |

### Gilby Clarke
| Año  | Álbum            | Sello            |
| ---- | ---------------- | ---------------- |
| 1994 | Pawnshop Guitars | Virgin Records   |
| 1995 | Blooze           | Virgin Records   |
| 1997 | The Hangover     | Paradigm Records |
| 1998 | Rubber           | Pavement Records |

### Alice Cooper
| Año  | Álbum                            | Sello                    |
| ---- | -------------------------------- | ------------------------ |
| 1997 | A Fistful of Alice               | Guardian Records         |
| 2000 | Brutal Planet                    | Spitfire Records         |
| 2001 | Dragontown                       | Spitfire Records         |
| 2003 | The Eyes of Alice Cooper         | Spitfire Records         |
| 2005 | Dirty Diamonds                   | New West / Eagle Records |
| 2006 | Live at Montreux                 | Eagle Records            |
| 2014 | Raise the Dead: Live from Wacken | UDR Music                |